# بالدوین پنجم اورشلیم
بالدوین پنجم (۱۱۷۷ یا ۱۱۷۸ – ۱۱۸۶) پادشاه اورشلیم بود که از ۱۱۸۳ تا ۱۱۸۵ همراه با دایی‌اش، بالدوین چهارم، حکومت کرد و پس از مرگ دایی، از ۱۱۸۵ تا زمان مرگش در سال ۱۱۸۶ به عنوان پادشاه یکه حکومت نمود. جذام بالدوین چهارم باعث شده بود که او نتواند فرزندی داشته باشد، و بنابراین او در اواخر دوران سلطنت خود را صرف حل کردن مسئلهٔ جانشینی کرد. با وجود منازعات و اختلافات در درون پادشاهی اورشلیم سرانجام خواهرزاده‌اش انتخاب شد و بالدوین چهارم او را به عنوان شاه مشارک تاج‌گذاری کرد تا ناپدری وی، گی لوزینیان، را از قدرت کنار بگذارد. وقتی بالدوین چهارم مرد، ریموند سوم کنت طرابلس حکومت را به نمایندگی از پادشاه کودک بر عهده گرفت. بالدوین پنجم به دلایل نامعلوم (احتمالا جذام) مرد و مادرش سیبلا جانشین او شد و همراه با همسرش گی لوزینیان تاج‌گذاری کرد.

## پیش‌زمینه
بالدوین در دسامبر ۱۱۷۷ یا ژانویه ۱۱۷۸ از سیبلا، خواهر پادشاه بالدوین چهارم اورشلیم که به نام او نامگذاری شده بود، متولد شد. پدرش، ویلیام مونتفرات، در ژوئن ۱۱۷۷ مرده بود. اگرچه پادشاه اورشلیم تنها ۱۶ سال داشت، اما به دلیل ابتلای به بیماری جذام انتظار نمی‌رفت که زیاد زندگی کند و نه می‌توانست ازدواج کند و فرزندی داشته باشد؛ بنابراین انتظار می‌رفت که بالدوین جانشین دایی‌اش شود. تا ژوئیه ۱۱۷۸، پادشاه خواهرش را به عنوان وارث احتمالی جدید خود معرفی کرد. پسر او، بالدوین، نیز در خط جانشینی بعد از او قرار گرفت.
پادشاهی اورشلیم، یکی از دولت‌های صلیبی در اوترمر و شامات که توسط فرانک‌های کاتولیک حکومت می‌شد، در آن از جانب قدرت‌های مسلمان همسایه به‌خصوص صلاح‌الدین ایوبی تهدید می‌شد. به دلیل بیماری پادشاه، ضروری بود که مادر بالدوین جوان، سیبلا، به زودی دوباره ازدواج کند؛ او در اوایل ۱۱۸۰ با گی لوزینیان ازدواج کرد و از او صاحب چهار دختر شد. بالدوین چهارم ابتدا در نظر داشت که گی پادشاه بعدی اورشلیم شود، اما به زودی فهمید که گی کاندیدای مطمئنی برای پادشاهی نیست چراکه در نزد بارون‌های پادشاهی اورشلیم و دیگر حاکمان دولت‌های صلیبی همسایه، همچون شاهزاده بوهموند سوم انطاکیه و ریموند سوم کنت طرابلس محبوبیتی نداشت.

## پادشاهی
در سال ۱۱۸۳، بالدوین چهارم شورایی را فراخواند تا در مورد اینکه چه کسی می‌تواند به جای شوهر خواهرش، گی، جانشین او شود، بحث کند. حامیان خواهر پادشاه، سیبلا، در این شورا حضور نداشتند، در حالی که خواهر ناتنی کوچکترش، ایزابلا، و شوهر ایزابلا، هامفری چهارم تورون، کاندیدای مناسبی نبودند چون در کرک توسط صلاح‌الدین محاصره شده بودند. آگنس کورتنی، مادر پادشاه و سیبلا، پیشنهاد کرد که بالدوین جوان، پسر سیبلا، باید شاه مشارک و هم‌نشین با بالدوین چهارم شود. به گمان برنارد همیلتون ممکن است آگنس برای خنثی کردن جاه‌طلبی‌های ریموند کنت طرابلس، که او نیز ادعای تاج‌وتخت داشت، عمل کرده باشد. چون پسر بعد از مادرش بهترین ادعا را داشت، پیشنهاد مادربزرگش به‌طور گسترده در میان بارون‌ها و اشراف پادشاهی پذیرفته شد. بالدوین پنجم در کلیسای مقبره مقدس در ۲۰ نوامبر ۱۱۸۳ تاج‌گذاری و تدهین شد و همه بارون‌ها به جز ناپدری‌اش، گی، به او ادای وفاداری کردند.

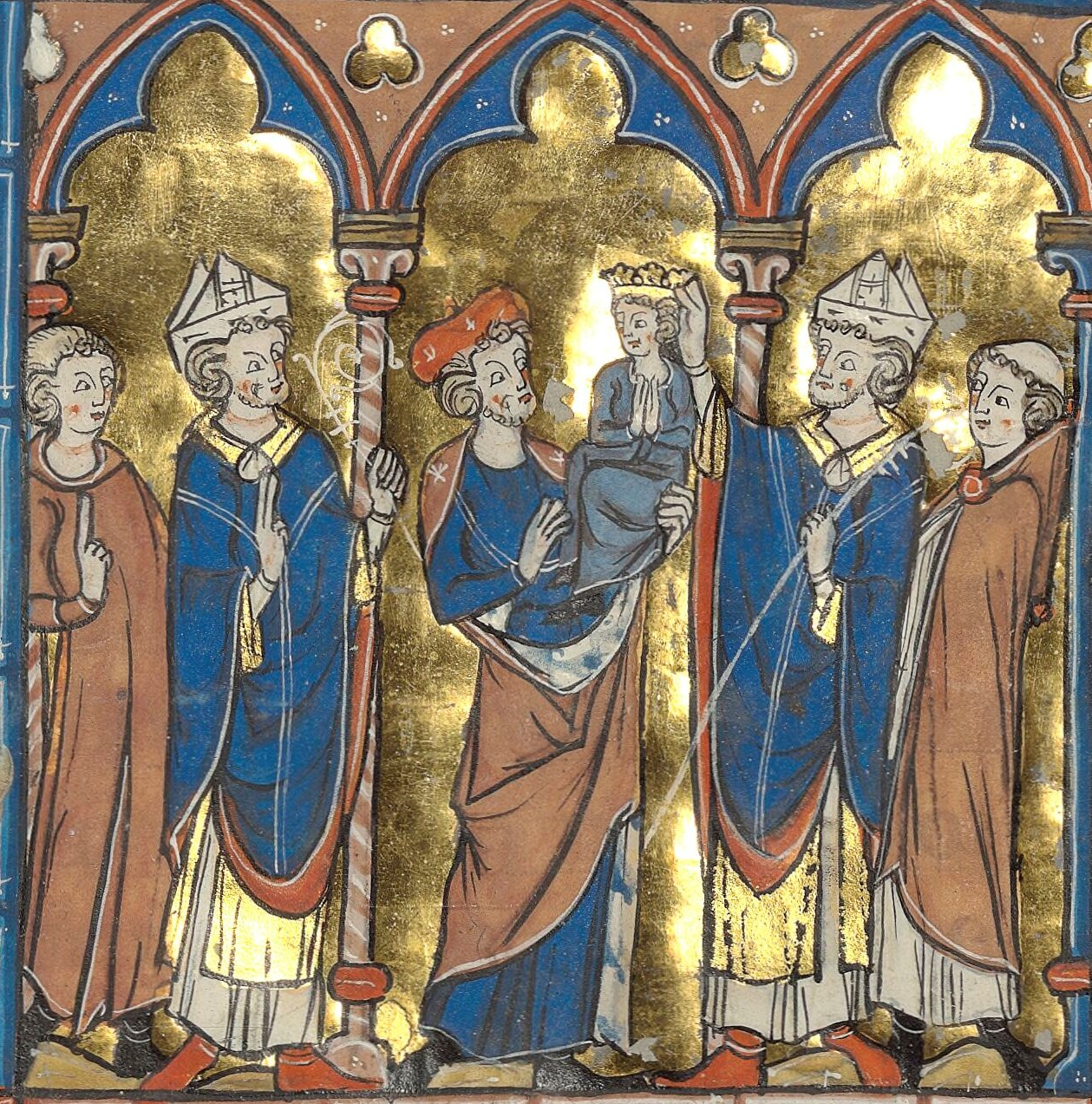
بالین ابلین در حال حمل بالدوین به سمت مراسم تاج‌گذاری

راجر مولینز و آرنولد تروایی، استادان بزرگ شوالیه‌های مهمان‌نواز و شوالیه‌های معبد به ترتیب، و پاتریارک لاتین اورشلیم، هراکلیوس، در اواسط ۱۱۸۴ به اروپای غربی سفر کردند تا برای دفاع از قلمروهای صلیبی در برابر حملات احتمالی مسلمانان به‌خصوص صلاح‌الدین درخواست کمک نظامی کنند. در اواخر ۱۱۸۴ یا اوایل ۱۱۸۵ مشخص که بالدوین چهارم در حال مرگ است. او دیوان عالی را فراخواند تا نایب‌السلطنه‌ای برای خواهرزاده‌اش انتخاب کند. هم پادشاه و هم بارون‌ها می‌خواستند از حکومت گی به نام پسر ممانعت کنند. آنها ریموند را به عنوان نایب منصوب کردند، اما ژوسلین کورتنی، دایی بالدوین چهارم، را به عنوان قیم کودک انتخاب کردند. بالدوین پنجم نیز همچون دایی‌اش از سلامتی ضعیف رنج می‌برد، و تاریخ‌نگار معاصر ارنول بیان می‌کند که ریموند اصرار داشت که حضانت پادشاه را نداشته باشد تا اگر کودک بمیرد، مقصر شناخته نشود؛ برنارد همیلتون نیز شک دارد که ترتیب حضانت ایده ریموند بوده باشد. ژوسلین که هیچ ادعایی برای تاج‌وتخت نداشت و منافعی در زنده نگه داشتن پسر داشت. از طرف دیگر، دادگاه عالی مشکوک بود که ریموند ممکن است بخواهد خود را پادشاه کند و محدودیت‌هایی بر قدرت او وضع کرد تا اطمینان حاصل کند که نتواند تاج و تخت سلطنت را غصب کند.
پس از حل مسئله نایب‌السلطنگی، بارون‌ها و اشراف به بالدوین پنجم و ریموند به ترتیب به عنوان پادشاه و نایب‌السلطنه اعلام وفاداری کردند. سپس پادشاه جوان در مراسم رسمی تاج‌گذاری در کلیسای مقبره مقدس حاضر شد. از آنجا پسر بر دوش بالین ابلین بخاطر از سایر اشراف بلند قدتر بود، به ضیافت برده شد؛ در واقع، بالین برای حمل پادشاه جوان انتخاب شده بود چون او مخالف سرسخت گی و ناپدری ایزبلا، خواهر ناتنی بالدوین چهارم و سیبلا بود؛ بنابراین حرکت بالین نشان‌دهنده حمایت خانواده و هواخواهان ایزابلا از پادشاه جدید بود. بالدوین چهارم در ۱۶ مه ۱۱۸۵ مرد تا بالدوین پنجم به عنوان پادشاه یکه باقی بماند.
پادشاهی در طول سلطنت بالدوین پنجم با هیچ تهدید خارجی مواجه نشد، چون ریموند موفق شد که معاهدهٔ آتش‌بس با صلاح‌الدین تمدید کند. حاکمان و شاهزادگان غربی نیز با توجه به شرایط در اروپا و همچنین وضعیت و منازعات درون پادشاهی اورشلیم از ارسال کمک در آن زمان امتناع کردند. تنها پدربزرگ پدری پادشاه، ویلیام پنجم مارکی موننفرات، جنگجوی باتجربه صلیبی عازم شرق شد تا از تاج و تخت نوه‌اش حفاظت و حمایت کند. با وجود ناکامی فرستادگان پادشاهی در مأموریتشان در غرب، ریموند موفق شد مقام خود را به عنوان نایب‌السطنگی حفظ کند اما نتوانست تمامی قدرت را در قلمروی اورشلیم در دست بگیرد؛ چراکه پست‌های کلیدی حکومت توسط حامیان گی که بابت نبودن نایب‌السلطنه بالدوین جوان ناراحت بود، گرفته شده بود.

## مرگ و عواقب
بالدوین پنجم به دلایل نامعلوم در عکا میان مه و اواسط سپتامبر ۱۱۸۶ مرد. تاریخ دقیق مرگ وی مشخص نیست؛ استیون رانسیمان معتقد است که در اواخر اوت این اتفاق رخ داده است. وقایع‌نگار مقارن با بالدوین، ویلیام نیوبرگ، نوشته است که بالدوین توسط نایب‌السلطنه‌اش، ریموند طرابلس، مسموم شده است، اما براساس اثر وی، نگاه ویلیام به‌طور کلی نسبت به ریموند خصمانه بوده است. برنارد همیلتون نیز این مسئله را بعید می‌داند چراکه پادشاه تحت مراقبت دایی بزرگش ژوسلین کورتنی بود.
مرگ بالدوین پنجم بار دیگر منجر به بحران شد. ژوسلین جسد او را تحویل شوالیه‌های معبد داد که آن را برای مراسم تشییع به اورشلیم بردند. ریموند در مراسم تشییع شرکت نکرد — مالکولم باربر معتقد است که او مشغول جمع‌آوری حامیان خود برای اعلام دعوی برای تاج‌وتخت بود — اما ژوسلین، رینالد شاتیون، اسقف‌اعظم اورشلیم هراکلیوس، پدربزرگ بالدوین ویلیام، و استادان فرقه‌های نظامی حضور داشتند. بالدوین هفتمین و آخرین پادشاه لاتین شد که در کلیسای مقبره مقدس دفن شد. مادر بالدوین، سیبلا، فوراً خود را به عنوان جانشین پسرش معرفی کرد و به همراه شوهرش، گی لوزینیان، تاج‌گذاری کرد. با این حال اورشلیم در ۱۱۸۷ توسط صلاح‌الدین ایوبی فتح شد. مادر بالدوین و خواهران ناتنی نیز او در ۱۱۹۰ مردند و خاله ناتنی او، ایزابلا، به عنوان تنها وارث قلمروی باقی‌مانده اورشلیم تاج‌گذاری کرد. مقبره بالدوین پنجم، که احتمالاً به توصیه و پیشنهاد مادرش ساخته شد. این مقبره تا ۱۸۰۸ باقی ماند تا آن که در آتش‌سوزی نابود شد.